# Эрбийон, Эмиль
Эмиль Эрбийон (фр. Émile Herbillon; 23 марта 1794, Шалон-ан-Шампань — 24 апреля 1866, Париж) — французский дивизионный генерал.

## Биография
В 1813 году добровольцем вступил в Егерское подразделение Императорской гвардии Первой империи. Участвовал в битве при Ватерлоо.
С 1820 года — лейтенант, в 1825 году получил звание капитана. В 1823 году под командованием герцога Ангулемского Людовика участвовал во Французской интервенции в Испанию. Затем отправлен в колонии, служил Гваделупе, Алжире и Марокко, участвовал в длинном ряде сражений и экспедиций под командованием Жюшо де Ламорисьера и Генриха Орлеанского, герцога Омальского.
В 1841 году назначен в чине подполковника командиром 62-го линейного пехотного полка. В 1846 году стал полковником. В том же году — лагерным маршалом. В 1848 году стал военным губернатором области Кабилия и района Орес, в 1849 году — оазиса Бискра.
В 1851 году вернулся во Францию, где получил звание генерала дивизии.
Участник Крымской войны. В 1855 году командовал 1-й дивизией Резервного корпуса в Крыму, где 16 августа принял участие в сражении на Чёрной речке против русских войск. После подписания мира остался в армии, в 1859 году во время Австро-итало-французской войны был назначен военным комендантом Генуи.
В 1863 году был избран сенатором второй французской империи.

## Награды
- Кавалер большого креста Ордена Почётного легиона
- Кавалер большого креста Ордена Святых Маврикия и Лазаря
- Рыцарь большого креста Ордена Святого Григория Великого
- Орден Меджидие
- Медаль Святой Елены
- Крымская медаль (Великобритания)
- Памятная медаль итальянской кампании 1859 г.